# Saint-Sauveur-de-Meilhan
Saint-Sauveur-de-Meilhan är en kommun i departementet Lot-et-Garonne i regionen Nouvelle-Aquitaine i sydvästra Frankrike. Kommunen ligger i kantonen Meilhan-sur-Garonne som tillhör arrondissementet Marmande. År 2022 hade Saint-Sauveur-de-Meilhan 344 invånare.

## Befolkningsutveckling
Antalet invånare i kommunen Saint-Sauveur-de-Meilhan
| Referens: INSEE |